# UTC−4:30
UTC-4:30 — позначення для відмінних від UTC часових зон на — 4 години 30 хвилин. Іноді також вживається поняття «часовий пояс UTC-4:30». Такий час використовувався у Венесуелі та підмандатних територіях Нідерландів Арубі та Нідерландських Антильських островах з 12 лютого 1912 до 31 грудня 1964, після чого був змінений на UTC-4. У Венесуелі використання часу UTC-4:30 було відновлено 9 грудня 2007 і тут він діяв до 1 травня 2016 року.
Також він використовувався у Домініканській Республіці як літній час у 1966/67, 1969/70 — 1973/74 роках.

## Історія використання
Також час UTC-4:30 використовувався:

### Як стандартний час
- Венесуела (1912—1965), 2007-2016
- Нідерланди — част.:
  -  Аруба (1912—1965)
  - Нідерландські Антильські острови (1912—1965)

### Як літній час
- Домініканська Республіка (1966—1974)